# Friedrich Karl von Zitzewitz-Muttrin
Friedrich-Karl Wilhelm Ernst Nikolaus von Zitzewitz (* 19. Februar 1888 auf Gut Muttrin; † 26. Januar 1975 in Bonn) war ein deutscher Jurist, Offizier, Gutsbesitzer und Politiker (DNVP).

## Leben

Wappen derer von Zitzewitz

Friedrich-Karl war Angehöriger des pommerschen Adelsgeschlechts von Zitzewitz und wurde am 19. Februar 1888 auf Gut Muttrin als Sohn des Gutsbesitzers und preußischen Landschaftsdirektors Friedrich-Karl von Zitzewitz geboren. Nach dem Schulbesuch studierte er von 1907 bis 1910 Rechtswissenschaft an der Ruprecht-Karls-Universität Heidelberg und der Rheinischen Friedrich-Wilhelms-Universität Bonn. Er bestand das erste juristische Staatsexamen und war seit 1909 als Gerichtsreferendar in Köln tätig. Anschließend leistete er Militärdienst beim Preußischen Husaren-Regiment König Wilhelm I. Nr. 7 und nahm als Offizier am Ersten Weltkrieg teil. Nach dem zweiten juristischen Staatsexamen 1917 wurde er zum Regierungsassessor ernannt und wirkte anschließend als Hilfsarbeiter beim Preußischen Staatskommissar für Volksernährung.
Von Zitzewitz war seit 1921 Rittergutsbesitzer in Muttrin, Kottow und Jamrin im Landkreis Stolp. Daneben fungierte er als Geschäftsführer der Landwirtschaftlichen Haupttreuhandstelle in Berlin. Von Zitzewitz gehörte dem Deutschen Reichstag vom 30. September 1924, als er für den verstorbenen Abgeordneten Gustav Malkewitz nachrückte, bis Dezember 1924 an. Im Parlament vertrat er den Wahlkreis Pommern. 1930/31 war er Mitglied des Preußischen Staatsrates. Er wurde nach dem Attentat vom 20. Juli 1944 von der Gestapo verhaftet, da ihm die Teilnahme am Reusch-Kreis vorgeworfen wurde, und im Januar 1945 vom Volksgerichtshof unter seinem Vorsitzenden Freisler angeklagt. Nach dem Zweiten Weltkrieg siedelte er nach Westdeutschland über und ließ sich in Bonn nieder, wo er am 26. Januar 1975 verstarb.
Friedrich-Karl von Zitzewitz war seit 1920 mit Bertha Freiin von Plettenberg verheiratet, Tochter der Ehrengard von Krosigk-Rathmannsdorf und des Friedrich Graf von Plettenberg-Heeren. Bertha und Friedrich-Karl hatten drei Töchter und zwei Söhne. Zu den Kindern zählte Friedrich-Karl von Zitzewitz-Muttrin junior (1924–1966), der beim Absturz des Lufthansa-Fluges 005 in Bremen sein Leben verlor.
Friedrich-Karl von Zitzewitz war Mitglied des Corps Saxo-Borussia Heidelberg (1908), des Corps Borussia Bonn (1909), des Corps Hansea Bonn (1953) und des Corps Starkenburgia (1953). Im Johanniterorden war er seit 1921 als Ehrenritter, 1935 dann Rechtsritter, Ordenssekretär von 1953 bis 1971, Mitgliedschaft in der Provinzial-Genossenschaft Pommern.

## Schriften
- Wirtschaftliche Betrachtungen zur Osthilfe. Deutsche Verlagsgesellschaft, Berlin 1932.
- Bausteine aus dem Osten. Pommersche Persönlichkeiten im Dienste ihres Landes und der Geschichte ihrer Zeit. Gerhard Rautenberg, Leer 1967.